# قائمة ملكات ألمانيا

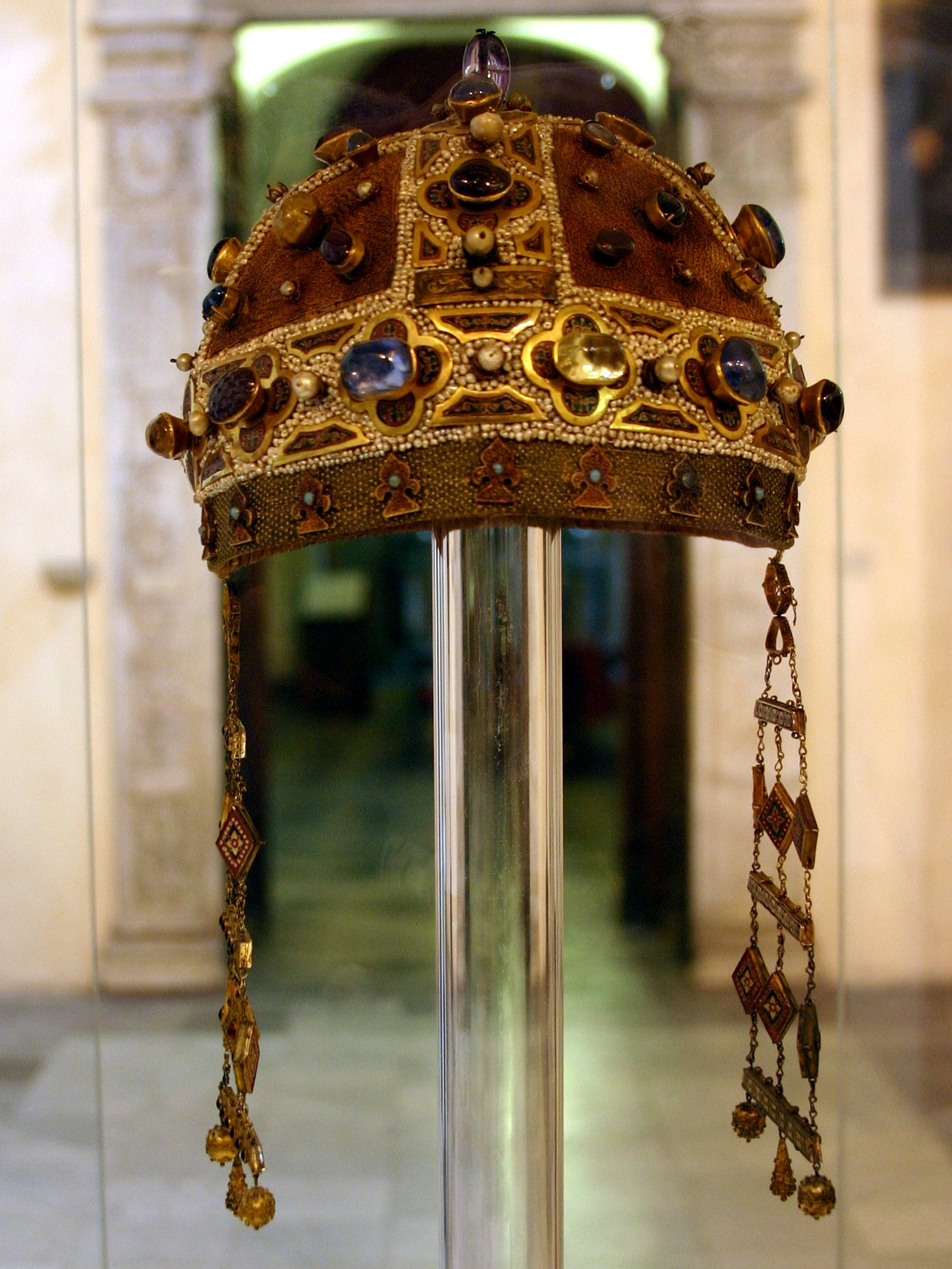
تاج كونستانس من أراغون، كـ إمبراطورة رومانية مقدسة وملكة الرومان.

ملكة ألمانيا هو لقب غير الرسمي المستخدم عند الإشارة إلى زوجة حاكم مملكة ألمانيا، بحيث كانت الألقاب الرسمية لزوجات ملوك ألمانيا ملكة الألمان وبعد ذلك ملكة الرومان.
لم تكن هناك ملكة ألمانيا حاكمة، بحيث تم حظر النساء من الحكم في ألمانيا، لكن الإمبراطورة ماريا تيريزا (1745-1780) تعتبر في كثير من الأحيان حاكمة، لأنها كانت ملكة حاكمة في بوهيميا والمجر، وعلى الرغم من انتخاب زوجها كـ إمبراطور روماني مقدس، كانت هي التي حكمت الإمبراطورية في بعض الأحيان وواصلت القيام بذلك حتى بعد وفاة زوجها وذلك بالمشاركة مع ابنها الإمبراطور يوزف الثاني.
إذا كنت تريد أزواج القرينات أنظر قائمة ملوك ألمانيا.

## ملكات الفرنجة الشرقية (ألمانيا)
مع معاهدة فردان في 843 تم تقسيم الإمبراطورية الكارولنجية أصبح لوثير ملك المملكة الوسطى لوثارينجيا أو بورغندي وحصل على لقب الإمبراطور؛ في حين لودفيغ أصبح ملك الفرنجة الشرقية، وهي المنطقة التي ستعرف بـ ألمانيا؛ زوجات الملوك بالتالي يعرفن ملكات ألمانيا أيضا أو نحو أدق ملكات الفرنجة الشرقية، تاريخياً «ألمانيا» عرفت أكثر مع انتخاب هاينريش الصياد، وليس كل ملكات يعتبرن إمبراطورات.

### الكارولنجية
| الصورة | الاسم                                | العائلة    | الميلاد | الزواج        | أصبحت ملكة   | أصبحت إمبراطورة   | توقف عن استخدام اللقب                                                           | الوفاة             | الزوج                |
| ------ | ------------------------------------ | ---------- | ------- | ------------- | ------------ | ----------------- | ------------------------------------------------------------------------------- | ------------------ | -------------------- |
|        | إيما من ألتدورف ملكة الفرنجة الشرقية | فلف الأكبر | 808     | 827           | 11 أغسطس 843 | لم تصبح إمبراطورة | 31 يناير 876                                                                    | 31 يناير 876       | لودفيغ الأول/الثاني  |
|        | ليوتغارد ملكة الفرنجة الشرقية        | ليودلفينغ  | ح. 845  | 29 نوفمبر 874 | 26 أغسطس 876 | لم تصبح إمبراطورة | 20 يناير 882                                                                    | 17/30 نوفمبر 885   | لودفيغ الثاني/الثالث |
|        | ريتشارديس                            | ألولفينغ   | ح.840   | 862           | 20 يناير 882 | 12 فبراير 881     | كـ ملكة: 11 نوفمبر 887 تنازل الزوج كـ ملك كـ إمبراطورة: 13 يناير 888 وفاة الزوج | 18 سبتمبر، 894-896 | كارل البدين          |
|        | أوتا                                 | كونرادين   | ح. 874  | 888           | 888          | 22 فبراير 896     | 8 ديسمبر 899                                                                    | 30 نوفمبر 903      | أرنولف               |
| الصورة | الاسم                                | العائلة    | الميلاد | الزواج        | أصبحت ملكة   | أصبحت إمبراطورة   | توقف عن استخدام اللقب                                                           | الوفاة             | الزوج                |

### كونرادين
| الصورة | الاسم                                   | العائلة  | الميلاد | الزواج | أصبحت ملكة | أصبحت إمبراطورة   | توقف عن استخدام اللقب | الوفاة           | الزوج        |
| ------ | --------------------------------------- | -------- | ------- | ------ | ---------- | ----------------- | --------------------- | ---------------- | ------------ |
|        | كونيغوند من شوابيا ملكة الفرنجة الشرقية | ألولفينغ | ح.870   | 913    | 913        | لم تصبح إمبراطورة | 23 ديسمبر 918         | 7 فبراير بعد 918 | كونراد الأول |
| الصورة | الاسم                                   | العائلة  | الميلاد | الزواج | أصبحت ملكة | أصبحت إمبراطورة   | توقف عن استخدام اللقب | الوفاة           | الزوج        |

## ملكات ألمانيا
ومع وصول أوتو الأول ملك ألمانيا إلى اللقب الإمبراطوري في 962، أصبح اللقب «ملك الرومان/الإمبراطور» يرتبط بشكل لا ينفصل عن المملكة الألمانية- على الرغم من أن ملك ألمانيا قد لا يحمل لقب الإمبراطوري، ومع ذلك أصبح من المستحيل في نهاية المطاف تصور الإمبراطور الروماني المقدس دون أن يحمل اللقب ملك ألمانيا (ومع القرن الثاني عشر أصبح اللقب «ملك الرومان» معادلاً لـ لقب ملك ألمانيا)؛ وبهكذا يعتبرن الزوجات التاليات، وإن لم يكن إمبراطورات الرومانيات المقدسات، فكن جميعاً ملكات لألمانيا- ومع بداية سلالة هوهنتشتاوفن أصبحن جميعهن ملكات الرومان.

### سلالة أوتونية
| الصورة | الاسم                             | الوالد                           | الميلاد | الزواج       | أصبحت ملكة    | أصبحت إمبراطورة                                                                                          | توقف عن استخدام اللقب   | الوفاة        | الزوج          |
| ------ | --------------------------------- | -------------------------------- | ------- | ------------ | ------------- | --- | ----------------------- | ------------- | -------------- |
|        | ماتيلدا ملكة الفرنجة الشرقية      | ديتريش، كونت وستفاليا (إيمدينجر) | c.895   | 909          | 23 أبريل 919  | لم تصبح إمبراطورة                                                                                        | 2 يوليو 936             | 14 مارس 968   | هاينريش الأول  |
|        | إديث من وسكس ملكة الفرنجة الشرقية | إدوارد الكبير من إنجلترا         | 910     | 929          | 7 أغسطس 936   | لم تصبح إمبراطورة                                                                                        | 26 يناير 946            | 26 يناير 946  | أوتو الأول     |
|        | أديلايد من إيطاليا                | رودولف الثاني من بورغندي (فلف)   | 931     | 951          | 951           | 2 فبراير 962 (توجت في هذا التاريخ)                                                                       | 7 مايو 973              | 16 ديسمبر 999 | أوتو الأول     |
|        | ثيوفانو من بيزنطة                 | قسطنطين سكليروس                  | 960     | 14 أبريل 972 | 14 أبريل 972  | 14 أبريل 972 زوجها أصبح إمبراطور بالمشاركة مع والده/ 7 مايو 973 زوجها كإمبراطور وحيد توج في 14 أبريل 972 | 7 ديسمبر 983 وفاة الزوج | 15 يونيو 991  | أوتو الثاني    |
|        | كونيغوند من لوكسمبورغ             | سيغفريد، كونت لوكسمبورغ          | ح. 975  | 999          | 17 يونيو 1002 | 26 أبريل 1014                                                                                            | 13 يوليو 1024           | 3 مارس 1033   | هاينريش الثاني |
| الصورة | الاسم                             | الأسرة                           | الميلاد | الزواج       | أصبحت ملكة    | أصبحت إمبراطورة                                                                                          | توقف عن استخدم اللقب    | الوفاة        | الزوج          |

### أسرة ساليان
| الصورة | الاسم                                     | الوالد                                   | الميلاد        | الزواج         | أصبحت ملكة     | أصبحت إمبراطورة   | توقف عن استخدام اللقب      | الوفاة         | الزوج               |
| ------ | ----------------------------------------- | ---------------------------------------- | -------------- | -------------- | -------------- | ----------------- | -------------------------- | -------------- | ------------------- |
|        | جيزيلا من شوابيا                          | هيرمان الثاني، دوق شوابيا (كونرادين)     | 11 نوفمبر 995  | 1016           | 8 سبتمبر 1024  | 26 مارس 1027      | 4 يونيو 1039 وفاة الزوج    | 14 فبراير 1043 | كونراد الثاني       |
|        | جونهيلدا كنوتزداتر من الدنمارك ملكة ألمان | كانوت العظيم (دنمارك)                    | c.1020         | 1036           | 1036           | لم تصبح إمبراطورة | 1038                       | 1038           | هاينريش الثالث      |
|        | أغنيس من بواتو                            | ويليام الخامس، دوق آكيتاين (بواتييه)     | 1025           | 21 نوفمبر 1043 | 21 نوفمبر 1043 | 25 ديسمبر 1046    | 5 أكتوبر 1056              | 14 ديسمبر 1077 | هاينريش الثالث      |
|        | بيرتا من سافوي                            | أوتو، كونت سافوي (سافوي)                 | 21 سبتمبر 1051 | 13 يوليو 1066  | 13 يوليو 1066  | 21 مارس 1084      | 27 ديسمبر 1087             | 27 ديسمبر 1087 | هاينريش الرابع      |
|        | يوبركسيا من كييف                          | فسيفولود الأول، أمير كييف المعظم (روريك) | 1071           | 14 أغسطس 1089  | 14 أغسطس 1089  | 14 أغسطس 1089     | 31 ديسمبر 1105 تنازل الزوج | 20 يوليو 1109  | هاينريش الرابع      |
|        | كونستانزا ملكة الرومان                    | روجر الأول ملك صفلية (هوتفيل)            | 1077–1087      | 1095           | 1095           | لم تصبح إمبراطورة | 1098 تنازل الزوج           | 27 نوفمبر 1198 | كونراد، ملك الرومان |
|        | ماتيلدا من إنجلترا                        | هنري الأول ملك إنجلترا (نورماندي)        | 7 فبراير 1101  | 7 يناير 1114   | 7 يناير 1114   | 7 يناير 1114      | 23 مايو 1125               | 10 سبتمبر 1167 | هاينريش الخامس      |
| الصورة | الاسم                                     | الوالد                                   | الميلاد        | الزواج         | أصبحت ملكة     | أصبحت إمبراطورة   | توقف عن استخدام اللقب      | الوفاة         | الزوج               |

### أسرة سوبلينبرغ
| الصورة | الاسم              | الوالد                         | الميلاد    | الزواج  | أصبحت ملكة    | أصبحت إمبراطورة | توقف عن استخدام اللقب | الوفاة        | الزوج        |
| ------ | ------------------ | ------------------------------ | ---------- | ------- | ------------- | --------------- | --------------------- | ------------- | ------------ |
|        | ريشنزا من نورتهايم | هاينريش البدين، مارغريف فريسيا | ح. 1087/89 | ح. 1100 | 30 أغسطس 1125 | 4 يونيو 1133    | 4 ديسمبر 1137         | 10 يونيو 1141 | لوثير الثالث |
| الصورة | الاسم              | الوالد                         | الميلاد    | الزواج  | أصبحت ملكة    | أصبحت إمبراطورة | توقف عن استخدام اللقب | الوفاة        | الزوج        |

### أسرة هوهنشتاوفن (1)
| الصورة | الاسم                                         | الوالد                                  | الميلاد   | الزواج        | أصبحت ملكة              | أصبحت إمبراطورة   | توقف عن استخدام اللقب  | الوفاة         | الزوج                |
| ------ | --------------------------------------------- | --------------------------------------- | --------- | ------------- | ----------------------- | ----------------- | ---------------------- | -------------- | -------------------- |
|        | جيرتود فون كومبورغ ملكة الرومان خلال المعارضة | هاينريش، كونت روثنبورغ                  |           | ح.1115        | 1127 زوجها كـ ملك منافس | لم تصبح إمبراطورة | ح.1130-1131            | ح.1130-1131    | كونراد الثالث        |
|        | جيرترود من زولسباخ                            | بيرنغار الثاني، كونت زولسباخ            |           | 1136          | 7 مارس 1138             | لم تصبح إمبراطورة | 14 أبريل 1146          | 14 أبريل 1146  | كونراد الثالث        |
|        | أدلهيد من فوبورغ                              | ديبولد الثالث، مارغريف فوبورغ           | ح.1128    | 1147          | 4 مارس 1152             | لم تصبح إمبراطورة | مارس 1153 إلغاء الزواج | بعد 1187       | فريدرش الأول بربروسا |
|        | بياتريس الأولى، كونتيسة بورغندي               | رينو الثالث، كونت بورغندي               | 1143      | 9 يونيو 1156  | 9 يونيو 1156            | 9 يونيو 1156      | 15 نوفمبر 1184         | 15 نوفمبر 1184 | فريدرش الأول بربروسا |
|        | كونستانس ملكة صقلية                           | روجر الثاني ملك صقلية (هوتفيل)          | 1154      | 27 يناير 1186 | 27 يناير 1186           | 14 أبريل 1191     | 28 سبتمبر 1197         | 27 نوفمبر 1198 | هاينريش السادس       |
|        | إيرين أنجيلينا                                | إسحاق الثاني أنجيلوس، أمبراطور البيزنطي | 1177/1181 | 25 مايو 1197  | 6 مارس 1198             | لم تصبح إمبراطورة | 21 أغسطس 1208          | 27 أغسطس 1208  | فيليب من شوابيا      |
| الصورة | الاسم                                         | الوالد                                  | الميلاد   | الزواج        | أصبحت ملكة              | أصبحت إمبراطورة   | توقف عن استخدام اللقب  | الوفاة         | الزوج                |

### أسرة فلف
| الصورة | الاسم                 | الوالد                          | الميلاد | الزواج           | أصبحت ملكة       | أصبحت إمبراطورة  | توقف عن استخدام اللقب    | الوفاة    | الزوج       |
| ------ | --------------------- | ------------------------------- | ------- | ---------------- | ---------------- | ---------------- | ------------------------ | --------- | ----------- |
|        | بياتريس من هوهنشتاوفن | فيليب، ملك ألمانيا (هوهنشتاوفن) | 1198    | 1209 أو 1212     | 1209 أو 1212     | 1209 أو 1212     | 1212                     | 1212      | أوتو الرابع |
|        | ماري من برابانت       | هنري الأول، دوق برابانت         | ح. 1190 | بعد 19 مايو 1214 | بعد 19 مايو 1214 | بعد 19 مايو 1214 | 5 يوليو 1215 تنازل الزوج | مايو 1260 | أوتو الرابع |
| الصورة | الاسم                 | الوالد                          | الميلاد | الزواج           | أصبحت ملكة       | أصبحت إمبراطورة  | توقف عن استخدام اللقب    | الوفاة    | الزوج       |

### أسرة هوهنشتاوفن (2)
| الصورة | الاسم                            | الوالد                               | الميلاد | الزواج                                                                                            | أصبحت ملكة                                                                                        | أصبحت إمبراطورة                   | توقف عن استخدام اللقب                                               | الوفاة         | الزوج                |
| ------ | -------------------------------- | ------------------------------------ | ------- | ------------------------------------------------------------------------------------------------- | ------------------------------------------------------------------------------------------------- | --------------------------------- | ------------------------------------------------------------------- | -------------- | -------------------- |
|        | كونستانس من أراغون               | ألفونسو الثاني ملك أراغون            | 1179    | 5 أغسطس 1209                                                                                      | 1211-1212 زوجها كـ ملك "منافس"/ 5 يوليو 1215 زوجها ملك رسمي                                       | 22 نوفمبر 1220                    | 23 أبريل 1220 توقف عن استخدام اللقب الملكة: مع انتخاب أبنها كـ ملك  | 23 يونيو 1222  | فريدرش الثاني        |
|        | إيزابيلا الثانية ملكة بيت المقدس | جان دي بريين ملك بيت المقدس          | 1212    | 9 نوفمبر 1225                                                                                     | لم تصبح ملكة ألمانيا                                                                              | 9 نوفمبر 1225                     | 25 أبريل 1228                                                       | 25 أبريل 1228  | فريدرش الثاني        |
|        | إيزابيلا من إنجلترا              | جون ملك إنجلترا                      | 1214    | 15/20 يوليو 1235                                                                                  | 15/20 يوليو 1235                                                                                  | 15/20 يوليو 1235                  | مايو 1237 توقف عن استخدام اللقب الملكة: ومع انتخاب أبن زوجها كـ ملك | 1 ديسمبر 1241  | فريدرش الثاني        |
|        | بيانكا لانشيا                    | تعدد الأراء في شأنه                  | ح.1200  | ح.1244؟ دليل على الزواج مشكوك فيه                                                                 | لم تصبح ملكة ألمانيا                                                                              | ح.1244؟ دليل على الزواج مشكوك فيه | ح.1244؟ دليل على الزواج مشكوك فيه                                   | ح.1244         | فريدرش الثاني        |
|        | مارغريت من النمسا ملكة الرومان   | ليوبولد السادس بابنبيرغ، دوق النمسا  | ح.1204  | 29 نوفمبر 1225 ملكة بالزواج: زوجها أصبح خلال عهده والده فريدريش الثاني؛ 23 مارس 1227 توجت كـ ملكة | 29 نوفمبر 1225 ملكة بالزواج: زوجها أصبح خلال عهده والده فريدريش الثاني؛ 23 مارس 1227 توجت كـ ملكة | لم تصبح إمبراطورة                 | 4 يوليو 1235 خلع الزوج؛ 12 فبراير 1242 وفاة الزوج                   | 29 أكتوبر 1266 | هاينريش، ملك الرومان |
|        | إليزابيث من بافاريا ملكة الرومان | أوتو الثاني من فيتلسباخ، دوق بافاريا | 1227    | 1 سبتمبر 1246                                                                                     | 1 سبتمبر 1246                                                                                     | لم تصبح إمبراطورة                 | 21 مايو 1254                                                        | 9 أكتوبر 1273  | كونراد الرابع        |
| الصورة | الاسم                            | الوالد                               | الميلاد | الزواج                                                                                            | أصبحت ملكة                                                                                        | أصبحت إمبراطورة                   | توقف عن استخدام اللقب                                               | الوفاة         | الزوج                |

### أسرة هابسبورغ (1)
| الصورة | الاسم                            | الوالد                        | الميلاد | الزواج        | أصبحت ملكة     | أصبحت إمبراطورة   | توقف عن استخدام اللقب    | الوفاة         | الزوج        |
| ------ | -------------------------------- | ----------------------------- | ------- | ------------- | -------------- | ----------------- | ------------------------ | -------------- | ------------ |
|        | جيرترود من هوهنبيرغ ملكة الرومان | بوركهارد الخامس كونت هوهنبيرغ | 1225    | 1245          | 29 سبتمبر 1273 | لم تصبح إمبراطورة | 16 فبراير 1281           | 16 فبراير 1281 | رودولف الأول |
|        | إيزابيل من بورغندي ملكة الرومان  | هيو الرابع، دوق بورغندي       | ح.1270  | 6 فبراير 1284 | 6 فبراير 1284  | لم تصبح إمبراطورة | 15 يوليو 1291 وفاة الزوج | ح.1323         | رودولف الأول |
| الصورة | الاسم                            | الوالد                        | الميلاد | الزواج        | أصبحت ملكة     | أصبحت إمبراطورة   | توقف عن استخدام اللقب    | الوفاة         | الزوج        |

### أسرة ناساو
| الصورة | الاسم                       | الوالد                                               | الميلاد | الزواج | أصبحت ملكة  | أصبحت إمبراطورة   | توقف عن استخدام اللقب | الوفاة         | الزوج                  |
| ------ | --------------------------- | ---------------------------------------------------- | ------- | ------ | ----------- | ----------------- | --------------------- | -------------- | ---------------------- |
|        | إيمغينا من إيزنبورغ-ليمبورغ | غيرلاخ الرابع من إيزنبورغ-ليمبورغ (إيزنبورغ-ليمبورغ) | 1259    | 1271   | 5 مايو 1292 | لم تصبح إمبراطورة | 23 يونيو 1298         | 29 سبتمبر 1313 | أدولف من ناساو-فيلبورخ |
| الصورة | الاسم                       | الوالد                                               | الميلاد | الزواج | أصبحت ملكة  | أصبحت إمبراطورة   | توقف عن استخدام اللقب | الوفاة         | الزوج                  |

### أسرة هابسبورغ (2)
| الصورة | الاسم                          | الوالد                | الميلاد | الزواج         | أصبحت ملكة    | أصبحت إمبراطورة   | توقف عن استخدام اللقب | الوفاة         | الزوج        |
| ------ | ------------------------------ | --------------------- | ------- | -------------- | ------------- | ----------------- | --------------------- | -------------- | ------------ |
|        | إليزابيث من تيرول ملكة الرومان | مينهارد، دوق كارينثيا | ح.1262  | 20 ديسمبر 1274 | 27 يوليو 1298 | لم تصبح إمبراطورة | 1 مايو 1308           | 28 أكتوبر 1312 | ألبرشت الأول |
| الصورة | الاسم                          | الوالد                | الميلاد | الزواج         | أصبحت ملكة    | أصبحت إمبراطورة   | توقف عن استخدام اللقب | الوفاة         | الزوج        |

### أسرة لوكسمبورغ (1)
| الصورة | الاسم                           | الوالد                 | الميلاد       | الزواج       | أصبحت ملكة     | أصبحت إمبراطورة   | توقف عن استخدام اللقب | الوفاة         | الزوج          |
| ------ | ------------------------------- | ---------------------- | ------------- | ------------ | -------------- | ----------------- | --------------------- | -------------- | -------------- |
|        | مارغريت من برابانت ملكة الرومان | جان الأول، دوق برابانت | 4 أكتوبر 1276 | 9 يوليو 1292 | 27 نوفمبر 1308 | لم تصبح إمبراطورة | 14 ديسمبر 1311        | 14 ديسمبر 1311 | هاينريش السابع |
| الصورة | الاسم                           | الوالد                 | الميلاد       | الزواج       | أصبحت ملكة     | أصبحت إمبراطورة   | توقف عن استخدام اللقب | الوفاة         | الزوج          |

### أسرة هابسبورغ (3)
| الصورة | الاسم                           | الوالد                                     | الميلاد | الزواج       | أصبحت ملكة                                                                        | أصبحت إمبراطورة   | توقف عن استخدام اللقب                                            | الوفاة        | الزوج         |
| ------ | ------------------------------- | ------------------------------------------ | ------- | ------------ | --------------------------------------------------------------------------------- | ----------------- | ---------------------------------------------------------------- | ------------- | ------------- |
|        | إليزابيث من أراغون ملكة الرومان | خايمي الثاني من برشلونة، ملك أراغون وصقلية | 1296    | 11 مايو 1314 | 19 أكتوبر 1315 إنتخاب الزوج (في المعارضة)/ 5 سبتمبر 1325 اعترف الزوج كـ ملك مشترك | لم تصبح إمبراطورة | 28 سبتمبر 1322 الزوج يتخلى عن المطالبة/ 13 يناير 1330 وفاة الزوج | 12 يوليو 1330 | فريدرش الوسيم |
| الصورة | الاسم                           | الوالد                                     | الميلاد | الزواج       | أصبحت ملكة                                                                        | أصبحت إمبراطورة   | توقف عن استخدام اللقب                                            | الوفاة        | الزوج         |

### أسرة فيتلسباخ (1)
| الصورة | الاسم                             | الوالد                              | الميلاد | الزواج         | أصبحت ملكة                  | أصبحت إمبراطورة   | توقف عن استخدام اللقب | الوفاة        | الزوج         |
| ------ | --------------------------------- | ----------------------------------- | ------- | -------------- | --------------------------- | ----------------- | --------------------- | ------------- | ------------- |
|        | بياتريكس من شفيدنيكا ملكة الرومان | بولكو الأول، دوق شفيدنيكا           | 1290    | 1308           | 20 أكتوبر 1314 إنتخاب الزوج | لم تصبح إمبراطورة | 24 أغسطس 1322         | 24 أغسطس 1322 | لودفيغ الرابع |
|        | مارغريت الثانية، كونتيسة هولندا   | فيليم من أفيسنيس، كونت هينو وهولندا | 1311    | 26 فبراير 1324 | 26 فبراير 1324              | يناير 1328        | 11 أكتوبر 1347        | 23 يونيو 1356 | لودفيغ الرابع |
| الصورة | الاسم                             | الوالد                              | الميلاد | الزواج         | أصبحت ملكة                  | أصبحت إمبراطورة   | توقف عن استخدام اللقب | الوفاة        | الزوج         |

### أسرة لوكسمبورغ (2)
| الصورة | الاسم                         | الوالد                                | الميلاد        | الزواج         | أصبحت ملكة                            | أصبحت إمبراطورة            | توقف عن استخدام اللقب     | الوفاة         | الزوج              |
| ------ | ----------------------------- | ------------------------------------- | -------------- | -------------- | ------------------------------------- | -------------------------- | ------------------------- | -------------- | ------------------ |
|        | بلانش دي فالوا ملكة الرومان   | شارل من فالوا                         | 1316           | مايو 1329      | 11 يوليو 1346 إنتخاب الزوج (كـ معارض) | لم تصبح إمبراطورة          | 1 أغسطس 1348              | 1 أغسطس 1348   | كارل الرابع        |
|        | آنا من بافاريا ملكة الرومان   | رودولف الثاني، دوق بافاريا (فيتلسباخ) | 26 سبتمبر 1329 | 4 مارس 1349    | 17 يونيو 1349 أنتخاب الزوج (كـ معارض) | لم تصبح إمبراطورة          | 2 فبراير 1353             | 2 فبراير 1353  | كارل الرابع        |
|        | آنا من شفيدنيكا               | هنري الثاني، دوق شفيدنيكا             | ح. 1339        | 27 مايو 1353   | 27 مايو 1353                          | 5 أبريل 1355 توجت مع زوجها | 11 يوليو 1362             | 11 يوليو 1362  | كارل الرابع        |
|        | إليزابيث من بوميرانيا         | بوغزلاف الخامس، دوق بوميرانيا         | 1347           | 21 مايو 1363   | 21 مايو 1363                          | 1 نوفمبر 1368 تتويج        | 29 نوفمبر 1378 وفاة الزوج | 14 فبراير 1393 | كارل الرابع        |
|        | جوانا من بافاريا ملكة الرومان | ألبرت الأول، دوق بافاريا (فيتلسباخ)   | ح. 1362        | 29 سبتمبر 1370 | 10 يونيو 1376                         | لم تصبح إمبراطورة          | 31 ديسمبر 1386            | 31 ديسمبر 1386 | فنتسل، ملك الرومان |
|        | صوفيا من بافاريا ملكة الرومان | يوهان الثاني، دوق بافاريا (فيتلسباخ)  | 1376           | 2 مايو 1389    | 2 مايو 1389                           | لم تصبح إمبراطورة          | 20 أغسطس 1400 خلع الزوج   | 26 سبتمبر 1425 | فنتسل، ملك الرومان |
| الصورة | الاسم                         | الوالد                                | الميلاد        | الزواج         | أصبحت ملكة                            | أصبحت إمبراطورة            | توقف عن استخدام اللقب     | الوفاة         | الزوج              |

### أسرة فيتلسباخ (2)
| الصورة | الاسم                             | الوالد                                       | الميلاد | الزواج        | أصبحت ملكة                 | أصبحت إمبراطورة   | توقف عن استخدام اللقب   | الوفاة        | الزوج               |
| ------ | --------------------------------- | -------------------------------------------- | ------- | ------------- | -------------------------- | ----------------- | ----------------------- | ------------- | ------------------- |
|        | إليزابيث من نورنبيرغ ملكة الرومان | فريدرش الخامس، بورغريف نورنبيرغ (هوهنتسولرن) | 1358    | 27 يونيو 1374 | 21 أغسطس 1400 أنتخاب الزوج | لم تصبح إمبراطورة | 18 مايو 1410 وفاة الزوج | 26 يوليو 1411 | روبرشت من بالاتينات |
| الصورة | الاسم                             | الوالد                                       | الميلاد | الزواج        | أصبحت ملكة                 | أصبحت إمبراطورة   | توقف عن استخدام اللقب   | الوفاة        | الزوج               |

### أسرة لوكسمبورغ (3)
| الصورة | الاسم           | الوالد                   | الميلاد       | الزواج | أصبحت ملكة                 | أصبحت إمبراطورة          | توقف عن استخدام اللقب    | الوفاة        | الزوج     |
| ------ | --------------- | ------------------------ | ------------- | ------ | -------------------------- | ------------------------ | ------------------------ | ------------- | --------- |
|        | باربرا دي تسليه | هيرمان الثاني، كونت سيلي | 1390 إلى 1395 | 1408   | 21 يوليو 1411 انتخاب الزوج | 31 مايو 1433 تتويج الزوج | 9 ديسمبر 1437 وفاة الزوج | 11 يوليو 1451 | سيغيسموند |
| الصورة | الاسم           | الوالد                   | الميلاد       | الزواج | أصبحت ملكة                 | أصبحت إمبراطورة          | توقف عن استخدام اللقب    | الوفاة        | الزوج     |

### أسرة هابسبورغ (3)
| الصورة | الاسم                                    | الوالد                                        | الميلاد                     | الزواج         | أصبحت الملكة                | أصبحت إمبراطورة                            | توقف عن استخدام           | الوفاة         | الزوج             |
| ------ | ---------------------------------------- | --------------------------------------------- | --------------------------- | -------------- | --------------------------- | ------------------------------------------ | ------------------------- | -------------- | ----------------- |
|        | إليزابيث من بوهيميا ملكة الرومان         | إمبراطور سيغيسموند (لوكسمبورغ)                | 1409                        | 1422           | 18 مارس 1438 أنتخاب الزوج   | لم تصبح إمبراطورة                          | 27 أكتوبر 1439 وفاة الزوج | 25 ديسمبر 1442 | ألبرشت الثاني     |
|        | ليونور من البرتغال                       | دوارتي ملك البرتغال (أفيس)                    | 18 سبتمبر 1434              | 16 مارس 1452   | 16 مارس 1452                | 19 مارس 1452 تتويج الزوج                   | 3 سبتمبر 1467             | 3 سبتمبر 1467  | فريدرش الثالث     |
|        | بيانكا ماريا من ميلان                    | غالياتسو ماريا، دوق ميلانو (سفورزا)           | 5 أبريل 1472                | 16 مارس 1494   | 16 مارس 1494                | 4 فبراير 1508 إعلان الزوج "إمبراطور-منتخب" | 31 ديسمبر 1510            | 31 ديسمبر 1510 | ماكسيمليان الأول  |
|        | إيزابيلا من البرتغال                     | مانويل الأول ملك البرتغال (أفيس)              | 23 أكتوبر 1503              | 10 مارس 1526   | 10 مارس 1526                | 24 فبراير 1530 تتويج الزوج                 | 1 مايو 1539               | 1 مايو 1539    | كارل الخامس       |
|        | آنا من المجر وبوهيميا ملكة الرومان       | فلاديسلاف الثاني ملك المجر وبوهيميا (ياغيلون) | 23 يوليو 1503               | 25 مايو 1521   | يناير 1531 أنتخاب الزوج     | لم تصبح إمبراطورة                          | 27 يناير 1547             | 27 يناير 1547  | فرديناند الأول    |
|        | ماريا من النمسا                          | الإمبراطور كارل الخامس (هابسبورغ)             | 21 يونيو 1528               | 13 سبتمبر 1548 | نوفمبر 1562 انتخاب الزوج    | 25 يوليو 1564 صعود الزوج                   | 12 أكتوبر 1576 وفاة الزوج | 26 فبراير 1603 | ماكسيمليان الثاني |
|        | آنا من تيرول                             | فرديناند الثاني، أرشيدوق النمسا (هابسبورغ)    | 4 أكتوبر 1585               | 4 ديسمبر 1611  | 13 يونيو 1612 انتخاب الزوج  | 13 يونيو 1612 انتخاب الزوج                 | 14 ديسمبر 1618            | 14 ديسمبر 1618 | ماثياس            |
|        | إليونور من مانتوفا                       | فينشينسو الأول، دوق مانتوفا (غونزاغا)         | 23 سبتمبر (23 فبراير?) 1598 | 4 فبراير 1622  | 4 فبراير 1622               | 4 فبراير 1622                              | 15 فبراير 1637 وفاة الزوج | 27 يونيو 1655  | فرديناند الثاني   |
|        | ماريا آنا من إسبانيا                     | فيليب الثالث ملك إسبانيا (هابسبورغ)           | 18 أغسطس 1606               | 20 فبراير 1631 | 22 ديسمبر 1636 انتخاب الزوج | 15 فبراير 1637 صعود الزوج                  | 13 مايو 1646              | 13 مايو 1646   | فرديناند الثالث   |
|        | ماريا ليوبولدين من النمسا                | ليوبولد الخامس، أرشيدوق النمسا (هابسبورغ)     | 6 أبريل 1632                | 2 يوليو 1648   | 2 يوليو 1648                | 2 يوليو 1648                               | 7 أغسطس 1649              | 7 أغسطس 1649   | فرديناند الثالث   |
|        | إليونور من مانتوفا                       | كارلو الثاني، دوق مانتوفا (غونزاغا)           | 18 نوفمبر 1630              | 30 أبريل 1651  | 30 أبريل 1651               | 30 أبريل 1651                              | 2 أبريل 1657 وفاة الزوج   | 6 ديسمبر 1686  | فرديناند الثالث   |
|        | مارغريت تيريزا من إسبانيا                | فيليب الرابع ملك إسبانيا (هابسبورغ)           | 12 يوليو 1651               | 12 ديسمبر 1666 | 12 ديسمبر 1666              | 12 ديسمبر 1666                             | 12 مارس 1673              | 12 مارس 1673   | ليوبولد الأول     |
|        | كلادويا فليتسيتاس من النمسا              | فرديناند كارل، أرشيدوق النمسا (هابسبورغ)      | 30 مايو 1653                | 15 أكتوبر 1673 | 15 أكتوبر 1673              | 15 أكتوبر 1673                             | 8 أبريل 1676              | 8 أبريل 1676   | ليوبولد الأول     |
|        | إليونور-ماغدالين من نيوبورغ              | فيليب فيلهلم، ناخب بالاتينات (فيتلسباخ)       | 6 يناير 1655                | 14 ديسمبر 1676 | 14 ديسمبر 1676              | 14 ديسمبر 1676                             | 5 مايو 1705 وفاة الزوج    | 19 يناير 1720  | ليوبولد الأول     |
|        | فيلهيلمين أمالي من براونشفايغ-لونيبورغ   | يوهان فريدرش، دوق كالينبورغ (فلف)             | 21 أبريل 1673               | 24 فبراير 1699 | 24 فبراير 1699              | 5 مايو 1705 صعود الزوج                     | 17 أبريل 1711 وفاة الزوج  | 10 أبريل 1742  | يوزف الأول        |
|        | إليزابيث كريستين من براونشفايغ-فولفنبوتل | لودفيغ رودولف، دوق براونشفايغ-فولفنبوتل (فلف) | 28 أغسطس (28 سبتمبر?) 1691  | 1 أغسطس 1708   | ديسمبر 1711 انتخاب الزوج    | ديسمبر 1711 انتخاب الزوج                   | 20 أكتوبر 1740 وفاة الزوج | 21 ديسمبر 1750 | كارل السادس       |
| الصورة | الاسم                                    | الأسرة                                        | الميلاد                     | الزواج         | أصبحت الملكة                | أصبحت إمبراطورة                            | توقف عن استخدام           | الوفاة         | الزوج             |

### أسرة فيتلسباخ (3)
| الصورة | الاسم                  | الوالد                         | الميلاد        | الزواج        | أصبحت الملكة               | أصبحت إمبراطورة            | توقف عن استخدام اللقب    | الوفاة         | الزوج       |
| ------ | ---------------------- | ------------------------------ | -------------- | ------------- | -------------------------- | -------------------------- | ------------------------ | -------------- | ----------- |
|        | ماريا أماليا من النمسا | إمبراطور يوزف الأول (هابسبورغ) | 22 أكتوبر 1701 | 5 أكتوبر 1722 | 24 يناير 1742 انتخاب الزوج | 24 يناير 1742 انتخاب الزوج | 20 يناير 1745 وفاة الزوج | 11 ديسمبر 1756 | كارل السابع |
| الصورة | الاسم                  | الأسرة                         | الميلاد        | الزواج        | أصبحت الملكة               | أصبحت إمبراطورة            | توقف عن استخدام          | اللقب          | الزوج       |

### أسرة هابسبورغ-لورين
| الصورة | الاسم                         | الوالد                                     | الميلاد        | الزواج         | أصبحت الملكة                | أصبحت إمبراطورة             | توقف عن استخدام              | الوفاة         | الزوج          |
| ------ | ----------------------------- | ------------------------------------------ | -------------- | -------------- | --------------------------- | --------------------------- | ---------------------------- | -------------- | -------------- |
|        | ماريا تيريزا من النمسا        | إمبراطور كارل السادس (هابسبورغ)            | 13 مايو 1717   | 12 فبراير 1736 | 13 سبتمبر 1745 انتخاب الزوج | 13 سبتمبر 1745 انتخاب الزوج | 18 أغسطس 1765 وفاة الزوج     | 29 نوفمبر 1780 | فرانز الأول    |
|        | ماريا يوزفا من بافاريا        | إمبراطور كارل السابع (فيتلسباخ)            | 30 مارس 1739   | 23 يناير 1765  | 23 يناير 1765               | 18 أغسطس 1765 صعود الزوج    | 28 مايو 1767                 | 28 مايو 1767   | يوزف الثاني    |
|        | ماريا لويزا من إسبانيا        | كارلوس الثالث ملك إسبانيا (بوربون)         | 24 نوفمبر 1745 | 5 أغسطس 1765   | 30 سبتمبر 1790 انتخاب الزوج | 30 سبتمبر 1790 انتخاب الزوج | 1 مارس 1792 وفاة الزوج       | 15 مايو 1792   | ليوبولد الثاني |
|        | ماريا تيريزا من نابولي وصقلية | فرديناندو الأول ملك نابولي وصقلية (بوربون) | 6 يونيو 1772   | 15 أغسطس 1790  | 5 يوليو 1792 انتخاب الزوج   | 5 يوليو 1792 انتخاب الزوج   | 6 أغسطس 1806 حل الإمبراطورية | 13 أبريل 1807  | فرانز الثاني   |
| الصورة | الاسم                         | الأسرة                                     | الميلاد        | الزواج         | أصبحت الملكة                | أصبحت إمبراطورة             | توقف عن استخدام              | الوفاة         | الزوج          |

## قرينات ملوك المدعون
وبالإضافة إلى ما سبق، كانت النساء التاليات زوجات ملوك الذين ادعوا بملكية ألمانيا، ولكنهم لم يتم اعترف بهم كملوك رسمي:
- أديلهيد من سافوي (توفيت.1080)؛ كانت زوجة رودولف من رينفيلد الذي أصبح ملك منافس بين 1077 و 1080 ضد الملك هاينريش الرابع.
- بياتريس من برابانت (1225 - 11 نوفمبر 1288)؛ في 10 مارس 1241 أصبحت زوجة هاينريش الراسب الثانية، والذي أصبح ملك منافس بين 1246 و 1247 ضد فريدرش الثاني.
- إليزابيث من براونشفايغ-لونيبورغ (توفيت.1266)؛ كانت زوجة ويليام الثاني، كونت هولندا، والذي انتخب كملك منافس «ملك ألمانيا» في 1247، وتوج ملك الرومان في آخن في 1248، وتزوج من إليزابيث في 1252.
- سانشيا من بروفانس (1225-1261) وبياتريس من فالكنبورغ (توفيت.1277)؛ كانا زوجات الثانية والثالثة على التوالي لـ ريتشارد من كورنوال، انتخب ملك ألمانيا والرومان في 1257، على أمل أن يعيد النظام في ألمانيا، وتوج ملك الرومان من قبل البابا في آخن في 1257؛ والتي توجت معه سانشيا.
- فيولانتي من أراغون (1236-1301)؛ كانت زوجة ألفونس العاشر من قشتالة؛ انتخب ملك منافس ضد ريتشارد من كورنوال في 1257 كحفيد فيليب من شوابيا، لم يسبق له أن زار ألمانيا، ولم يحتفظ بأي سلطة هناك، وتنازل عن مزاعمه في عام 1275.
- إليزابيث فون هوهنستين (توفيت في. 4 أبريل 1380)؛ كانت زوجة غونثر فون شفارتسبورغ، الذي انتخب ملك ألمانيا والرومان بدلا من لودفيغ الرابع في 30 يناير 1348، لكنه أجبر على الاستقالة من ادعاءاته من قبل كارل الرابع في 24 مايو 1349.